# Forshems församling
Forshems församling var en församling i Götene kommun. Församlingen uppgick 2002 i Kinnekulle församling.

## Administrativ historik
Församlingen har medeltida ursprung.
Församlingen var till 1962 moderförsamling i pastoratet Forshem, (Kinne-)Vedum och Fullösa som till omkring 1545 även omfattade Bolums församling. Från 1962 till 2002 var den moderförsamling i pastoratet Forshem, Fullösa, Medelplana, Västerplana, Österplana och Kestad. Församlingen uppgick 2002 i Kinnekulle församling.

## Kyrkor
- Forshems kyrka